# Proshermacha subarmata
Espèce
Proshermacha subarmata est une espèce d'araignées mygalomorphes de la famille des Anamidae.

## Distribution
Cette espèce est endémique d'Australie-Occidentale. Elle se rencontre vers Wooroloo.

## Description
La femelle subadulte holotype mesure 14 mm.

## Systématique et taxinomie
Cette espèce est placée en synonymie avec Chenistonia tepperi par Main en 1985. Elle est relevée de synonymie et placée dans le genre Proshermacha par Harvey, Hillyer, Main, Moulds, Raven, Rix, Vink et Huey en 2018.

## Publication originale
- Simon, 1908 : Araneae. 1re partie. Die Fauna südwest-Australiens. Jena, vol. 1, no 12, p. 359-446 (texte intégral).